# Cypella laxa
Cypella laxa är en irisväxtart som beskrevs av Pierfelice Ravenna. Cypella laxa ingår i släktet Cypella, och familjen irisväxter. Inga underarter finns listade i Catalogue of Life.